# 拉巴斯蒂德-圣洛朗莱班站
拉巴斯蒂德-圣洛朗莱班站，简称"拉巴斯蒂德-圣洛朗站"或"拉巴斯蒂德站"，是法国的一个铁路车站，位于法国城市皮洛朗堡（纯音译作“拉巴斯蒂德皮洛朗”）。

## 位置
拉巴斯蒂德-圣洛朗莱班站位于皮洛朗堡市区的北部，车站大致呈南北走向，开口朝东。站址位于圣日耳曼德福塞－尼姆铁路606.599公里处，距离克莱蒙费朗大约187公里；同时该站也是勒莫纳斯捷－拉巴斯蒂德铁路的终点，由于后者由南侧接入车站，因此连接尼姆和芒德两个方向的列车需要在拉巴斯蒂德-圣洛朗莱班站进行换向。

## 现状
在高铁通车以前，拉巴斯蒂德-圣洛朗莱班站曾为法国重要的地方铁路枢纽之一，圣日耳曼德福塞－尼姆铁路也曾一度为巴黎和马赛之间的第二通道。直到2003年，拉巴斯蒂德-圣洛朗莱班站还每天停靠一对往返于巴黎和尼姆之间的夜班车。但由于拉巴斯蒂德-圣洛朗莱班站附近地区长期以来人口外流，加之经过拉巴斯蒂德-圣洛朗莱班站的铁路均为山区非电气化单线铁路，旅速较慢，因此拉巴斯蒂德-圣洛朗莱班站的使用人数逐年下降，该站的售票窗口也已因需求较小而关闭。而因旅客数量稀少，根据计划，圣日耳曼德福塞－尼姆铁路也有关闭的可能。但由于这一地区地形复杂，交通不便，这里的居民要求SNCF能够保留这条铁路，甚至因此而进行了多次游行示威。

## 设施
拉巴斯蒂德-圣洛朗莱班站是一个无人看守的乘降所，没有任何人工售票窗口，但站内设有自动售票机等设施。此外，该站站内没有地下通道或人行天桥，乘客需横穿铁路正线前往岛式站台，因此该站存在一定的安全隐患。

## 停靠线路
以下列车线路在拉巴斯蒂德-圣洛朗莱班站停靠：
| 拉巴斯蒂德-圣洛朗莱班站列车线路表 |            |            |            |                   |
| 线路                              | 车种       | 上一站     | 下一站     | 大致运行频率      |
| 克莱蒙费朗—尼姆                   | INTERCITÉS | 朗戈涅     | 维勒福尔   | 每天1趟           |
| 克莱蒙费朗—尼姆                   | TER        | 吕克       | 维勒福尔   | 每天2趟左右       |
| 尼姆→朗戈涅                       | TER        | 维勒福尔   | 吕克       | 每周一1班（单向） |
| 芒德—尼姆                         | TER        | 沙斯拉代斯 | 维勒福尔   | 每天1~2趟         |
| 纳博讷→芒德                       | TER        | 维勒福尔   | 沙斯拉代斯 | 每天1班（单向）   |
| 1. 2.                             |            |            |            |                   |

## 配套交通

### 长途客车
| 停靠拉巴斯蒂德-圣洛朗莱班站的大巴车 |                  |                                                                                                 |
| 上下车地点                          | 运营单位         | 主要线路及目的地                                                                                |
| 拉巴斯蒂德-圣洛朗莱班站门口         | 洛泽尔省城际客运 | - 阿朗克、芒德                                                                                  |
| 拉巴斯蒂德-圣洛朗莱班站门口         | SNCF Car TER     | - 9线：尼姆 - 14线：芒德 - 当某条铁路线施工或罢工时，SNCF可能也会提供途径该线路沿途站点的大巴车 |
| 1. 2.                               |                  |                                                                                                 |

### 市内交通
拉巴斯蒂德-圣洛朗莱班站附近暂无城市公共交通线路。

### 社会车辆
拉巴斯蒂德-圣洛朗莱班站门口设有社会车辆停车场。

## 临近车站
| 拉巴斯蒂德-圣洛朗莱班站（Gare de La Bastide - Saint-Laurent-les-Bains） |                            |            |
| 上行车站                                                                | 线路                       | 下行车站   |
| 吕克站                                                                  | 圣日耳曼德福塞－尼姆铁路   | 维勒福尔站 |
| 沙斯拉代斯站                                                            | 勒莫纳斯捷－拉巴斯蒂德铁路 | （终点）   |
| - 本表仅显示运营中的线路及车站                                          |                            |            |